# Orsay
Orsay – miejscowość i gmina we Francji, w regionie Île-de-France, w departamencie Essonne.
Według danych na rok 1990 gminę zamieszkiwały 14 863 osoby, a gęstość zaludnienia wynosiła 1860 osób/km² (wśród 1287 gmin regionu Île-de-France Orsay plasuje się na 191. miejscu pod względem liczby ludności, natomiast pod względem powierzchni na miejscu 489).
W Orsay znajduje się campus Université Paris-Saclay.